# Senoculus gracilis
Senoculus gracilis är en spindelart som först beskrevs av Eugen von Keyserling 1879.  Senoculus gracilis ingår i släktet Senoculus och familjen Senoculidae. Inga underarter finns listade i Catalogue of Life.